# Glella quebradae
Glella quebradae är en tvåvingeart som först beskrevs av Hall 1976.  Glella quebradae ingår i släktet Glella och familjen svävflugor. Inga underarter finns listade i Catalogue of Life.